# Solomon Alabi
Makafan Solomon Alabi (Kaduna, 21 marzo 1988) è un ex cestista nigeriano.

## Carriera
È stato selezionato dai Dallas Mavericks al secondo giro del Draft NBA 2010 (50ª scelta assoluta).